# Non prima delle 6:10
Non prima delle 6:10 è un EP del gruppo musicale italiano Two Fingerz e del rapper italiano Vacca, pubblicato il 1º marzo 2009 dalla Produzioni Oblio.
Il 4 ottobre 2024 è uscita la versione rimasterizzata, intitolata Non prima delle 6:10 (Remastered 2024), che include tutte le tracce originali più la bonus track Cioccolato rimasterizzate. 

## Tracce
Testi di Daniele Lazzarin e Alessandro Vacca, musiche di Riccardo Garifo.
1. Straparlo – 4:10
2. Sassi dal cavalcavia (feat. Dargen D'Amico) – 4:43
3. N.A.C. – 4:07
4. Senza alcuna pietà – 4:22
5. Madame Rah (feat. Karkadan) – 4:05
6. Solo un MP3 – 3:51
7. Bubble Bobble – 3:54